# 武内桂舟
武内 桂舟（たけうち けいしゅう、文久元年10月11日（1861年11月13日） - 昭和17年（1942年）1月3日 / 昭和18年（1943年）1月3日）は、明治・大正期の浮世絵師、挿絵画家。

## 来歴
本名は武内鋠平（）。「鋠」の字が難しいためしばしば「銀平」と表記されるが、これは誤りである。紀州藩士で留守居役だった武内半介（孫助）と御殿女中みせの次男として、紀州藩江戸藩邸に生まれる。武内家の本籍は和歌山県海草郡小豆島村（現在の和歌山市）だったが、父が江戸詰だったため江戸で育つ。父は勝海舟と親しく、桂舟は幼い頃海舟に頭を撫でられた記憶があるという。幼少から絵を描くのを好み（特に馬の絵を好んだという）、落書きばかりしていたので、何歳の頃か桂舟自身も忘れたが狩野派宗家の中橋狩野家当主・狩野永悳の養子になった。しかし、幕末の動乱期に育った当時の桂舟は、馬に乗って戦場に出たいと願っており、「敬信」という画号を貰ったものの、この養子縁組をあまり喜ばなかったと回想している。明治維新後になると狩野派の絵は売れず、実用的な絵図引きを覚えると内務省に働きに出、そのうち維新の混乱が落ち着くと陶器の絵付けを内職とし、狩野家から絵付け工場に通ったという。ところが、桂舟が18歳の時、秀才だった兄・扶（）が家に火を放って自殺するという事件が起こったため、実家に呼び戻されて武内家を継ぐことになった。また一時月岡芳年について日本画を学び、年甫の号を与えられ、芳年の没後に建立された月岡芳年翁之碑にも門人としてその名を連ねている。しかし、桂舟本人は、芳年に絵の手本を書いて貰ったわけでもなく、ただ芳年のもと遊んだだけといい、狩野派の修行も本格的にはやっていないと言う。実際、桂舟の絵に狩野派・浮世絵双方の影響は目立つほど認められず、独学の部分が大きいと推測される。その画風には菊池容斎の『前賢故実』（武者等歴史画）や松本楓湖の『幼学綱要』の挿絵の影響がみられる。桂舟は一時期、松本楓湖の安雅堂画塾で学んでいる。
明治20年（1887年）頃、尾崎紅葉、山田美妙、巖谷小波らの文学結社「硯友社」に参加し挿絵を描き、とりわけ尾崎紅葉とはコンビとされた。殊に明治30年代に読売新聞に連載された「金色夜叉」の挿絵は好評を得て、桂舟の名は全国的に広まった。そしては尾崎紅葉の小説には桂舟の挿絵を欠かせないとまで評されるようになる。

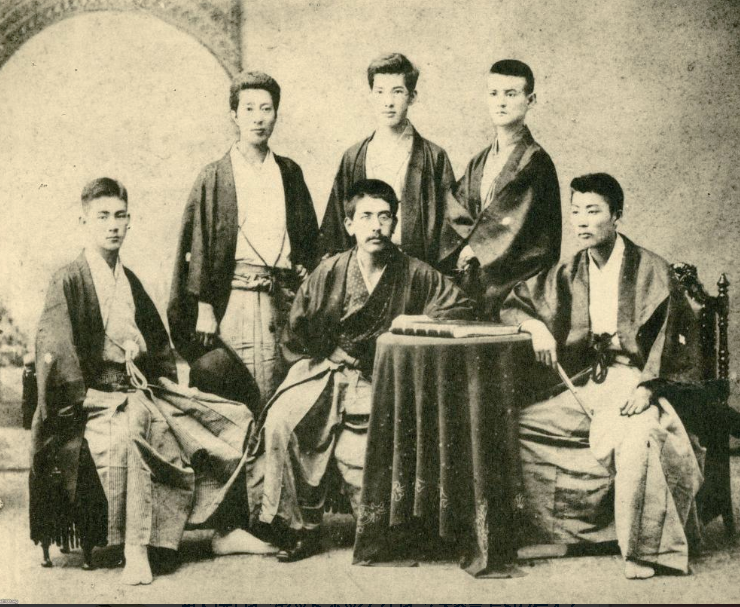
硯友社社友。後列左より武内桂舟、川上眉山、江見水蔭。前列左より巌谷小波、石橋思案、尾崎紅葉。1891年

明治24年（1891年）、巖谷小波のお伽噺『こがね丸』の挿絵を切っ掛けに児童文学の挿絵に傾倒、「やまと新聞」や博文館発行の雑誌「少年世界」、同じく博文館発行で巌谷小波編の叢書「日本昔噺」など単行本などの挿絵を多く描いている。雑誌「少年世界」に掲載された挿絵は明治維新後では最も早い時期に「児童向け挿絵」として描かれたものの一つであり、現代日本の「絵本作家」の元祖的存在である。
また、明治30年代には博文館の依頼により、「葉桜」、「初桜」、「夜桜」という大錦の配り物を描いている。これは接吻しながら抱擁する場面を描いた春画で、「葉桜」では、橋の上から落下する男女などを描いており、斬新な構図であった。この頃の桂舟は富岡永洗、水野年方と共に明治挿絵界の三大家と評されている。挿絵の仕事で生活も安定した桂舟は、硯友社から近い靖国神社の裏、麹町四番町一番地に家を買い、以後生涯ここに住んでいた。硯友社の忘年会・新年会にも使われ、作家連中のサロンとしての場を提供した。
尚、芝神明榮太楼の銘菓「江の嶋最中」は明治35年に尾崎紅葉が名付けたものであるが、その掛け紙は桂舟によるものが今なお使用されている。
大正3年（1914年）に口絵からは引退し、薩摩焼の陶器画にも新機軸をだし、晩年は肉筆画を描いたり、佐賀人形の制作にあたったりして余生を過ごした。古代人形の精密な描写を絹本に描き、昭和12年（1937年）には「御所人形図」が貞明皇太后の御用品となっている。また、桂舟は天ぷらの名人を自称して硯友社の同人たちに振るまい、『絵画叢誌』第208号（明治37年6月）には「桂舟と天麩羅」なる記事が載っている。しかし、本人は油で揚げるだけで、下拵えは桂舟夫人ら家人が全てやったため、家族はとても迷惑だったという。こうして長い余生を楽しんだ後、82歳で肺炎で没した。法名は硯精院釈桂舟居士。菩提寺は当時四谷鮫河橋にあった正見寺で、現在は中野区上高田に移転し、桂舟の墓も現存する。
門人に片山春帆、中江玉桂、田代暁舟、中川葦舟、村松月舟、木村小舟、小島沖舟、木下瑶舟、浅田一舟らがいる。

## 作品
- 「椀久物語第二部」　錦絵　石川県立美術館所蔵
- 「初卯」　錦絵　石川県立美術館所蔵
- 「花ぐもり」　錦絵　ムラー・コレクション
- 「冬日」　錦絵　ムラー・コレクション
- 「最後之大勝」　錦絵　プーシキン美術館所蔵

- 「婦人風俗双六」　錦絵　『女学世界』第10巻第1号付録　明治42年（1909年）　早稲田大学図書館所蔵
- 「京橋風景　読売新聞社・勧業場」　錦絵　早稲田大学図書館所蔵

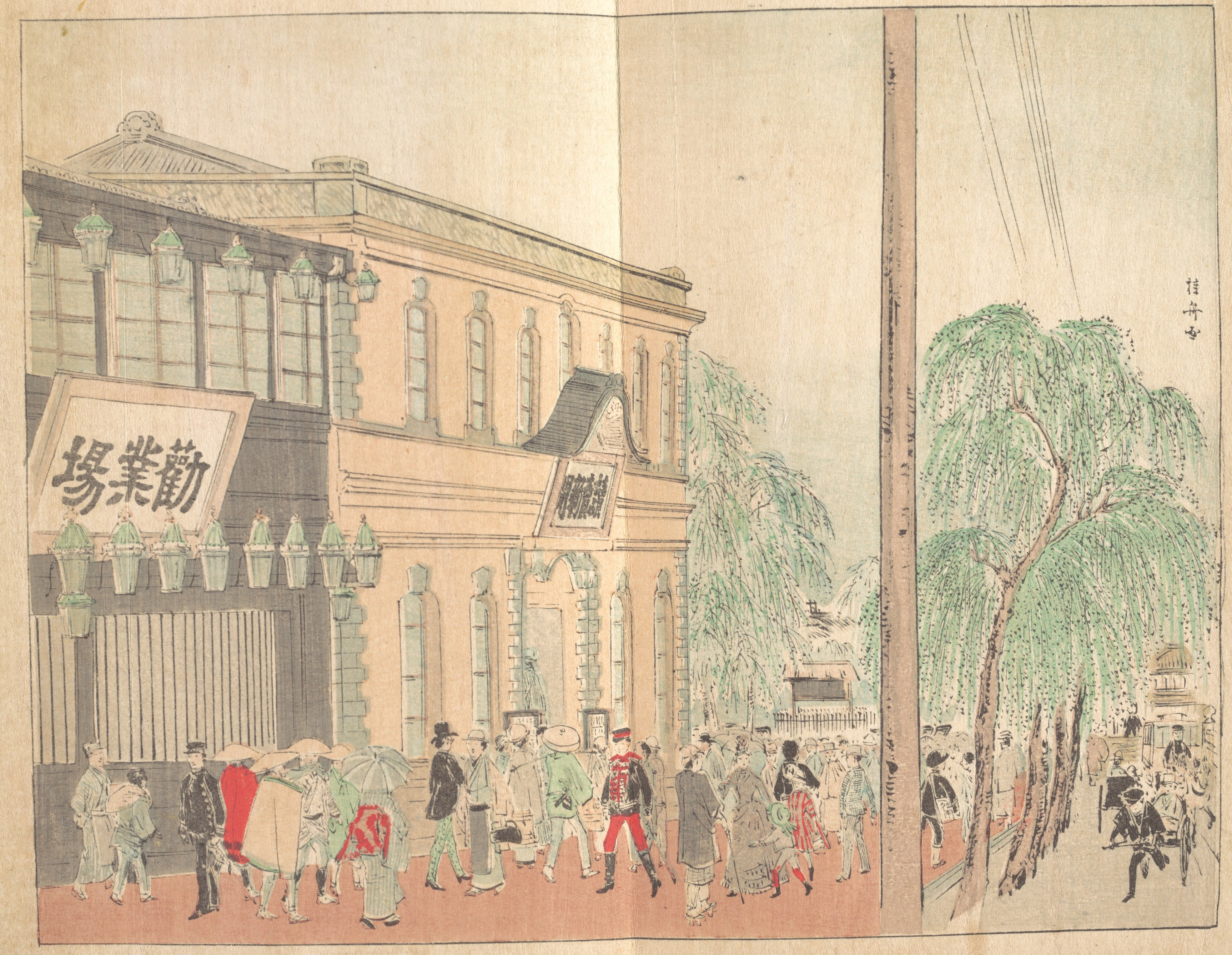
「京橋風景　読売新聞社・勧業場」

- 「東京・青山」 絹本著色 六曲一隻押絵貼屏風のうち1面 172.5x84.8cm 豊川稲荷蔵 1905年（明治38年） - 徳富蘆花のベストセラー『不如帰』の5つの場面を、5人の画家が絵画化したもの（第1扇は山岸荷葉による題字）。桂舟は第6扇、浪子の墓前で死を悼む武男と義父の場面を担当。元は本郷座による舞台化の際に制作された絵看板だったが、後に本郷座座主・阪田庄太が屏風に仕立て豊川稲荷に奉納された[10]。

### ギャラリー

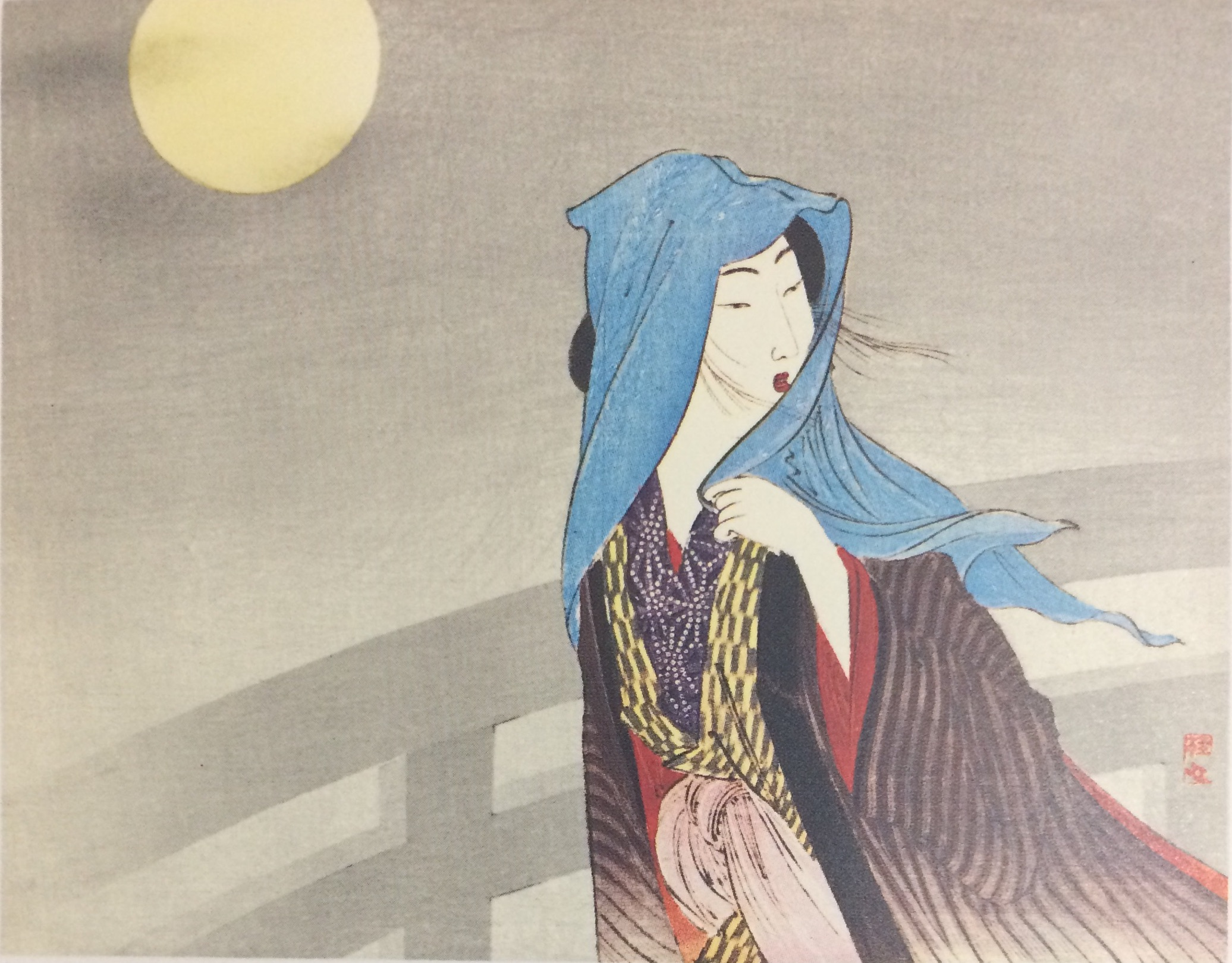
雑誌『文藝倶楽部』広津柳浪著「今戸心中」桂舟 画の挿絵
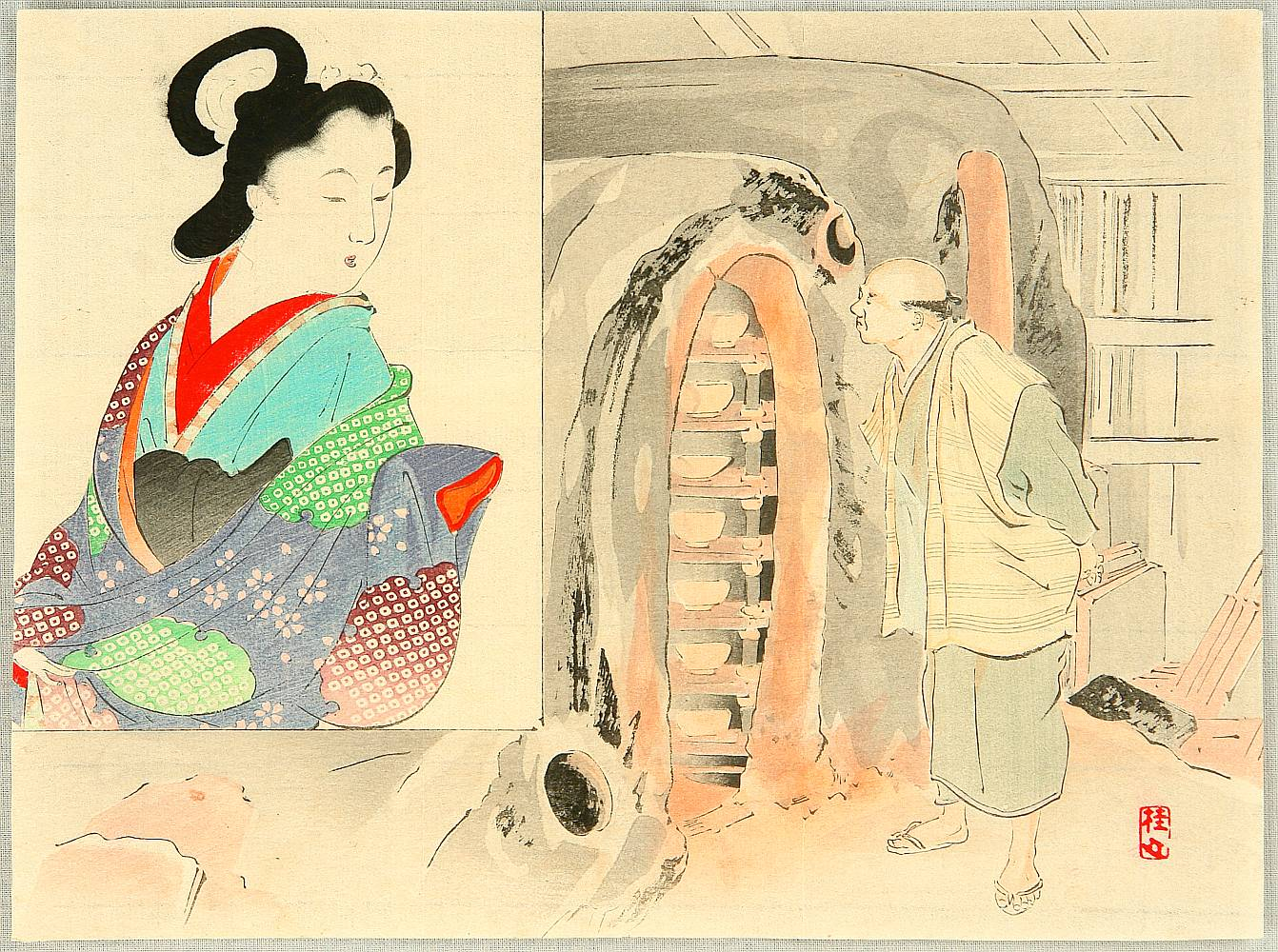
『文藝倶楽部』幸田露伴著「椀久物語」桂舟 画の挿絵
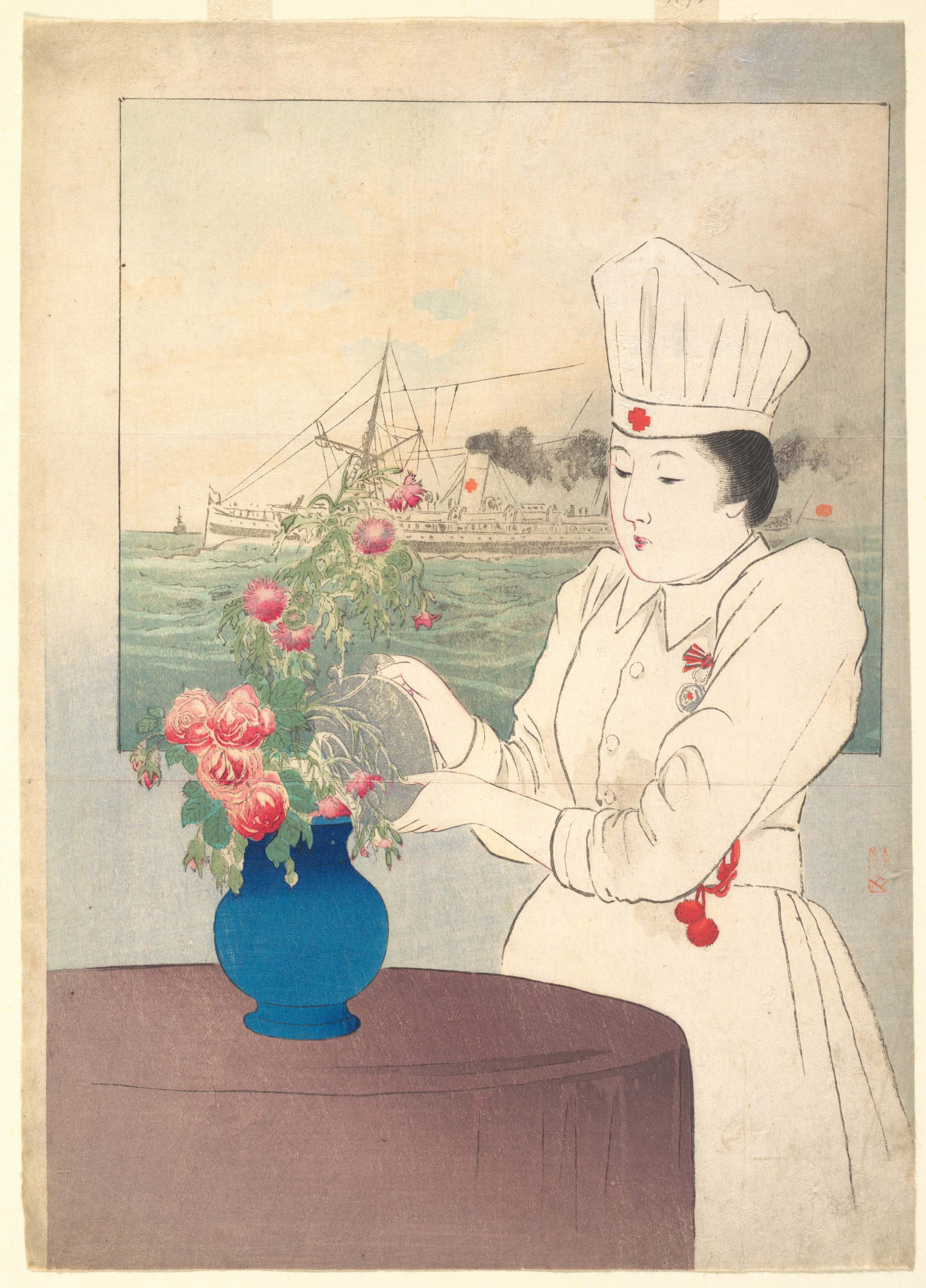
『文藝倶楽部』小栗風葉 著「看護婦」桂舟 画の挿絵
- 明治少年双六。巌谷小波案、武内桂舟画、1898年
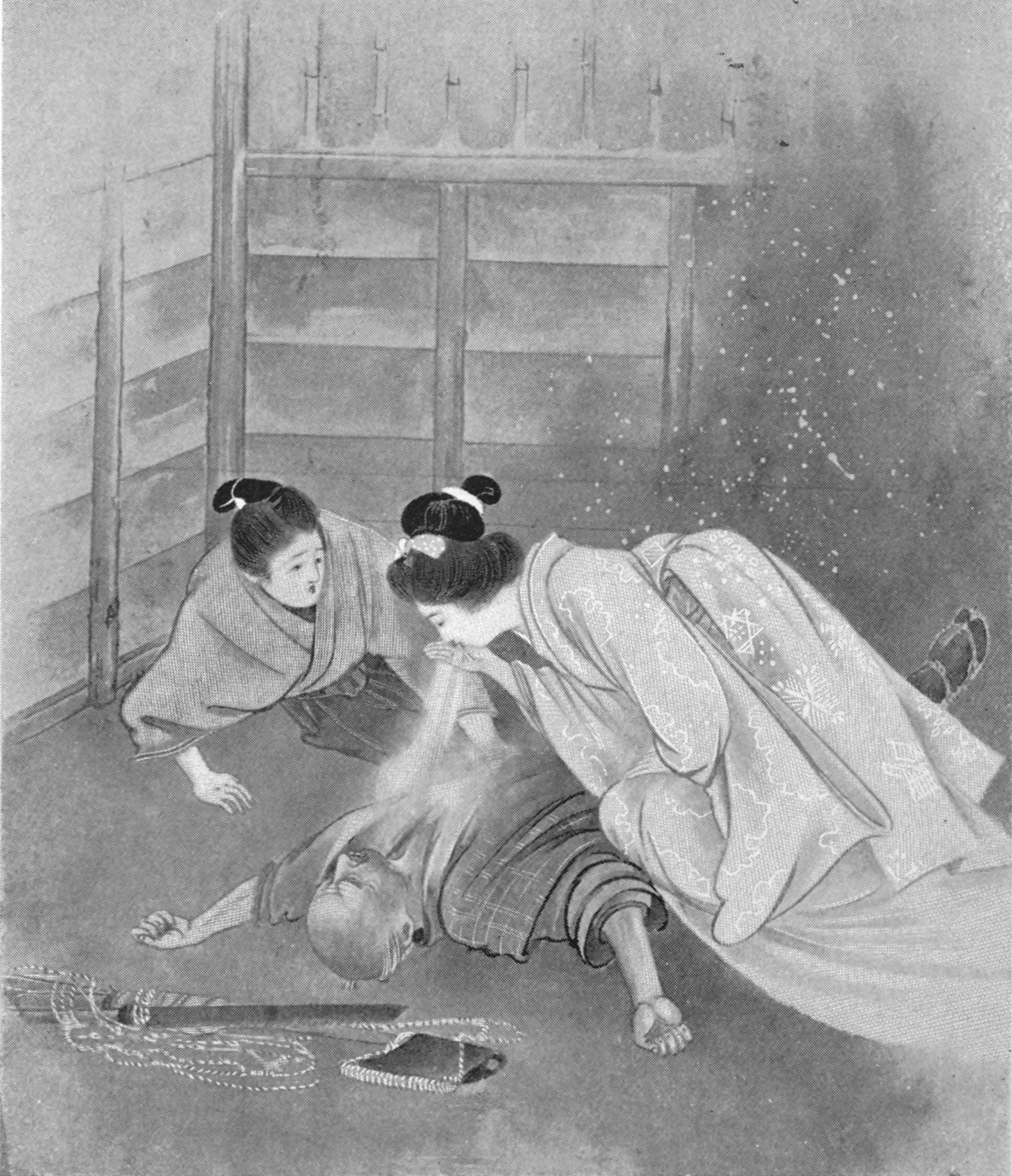
小泉八雲『怪談 雪女』
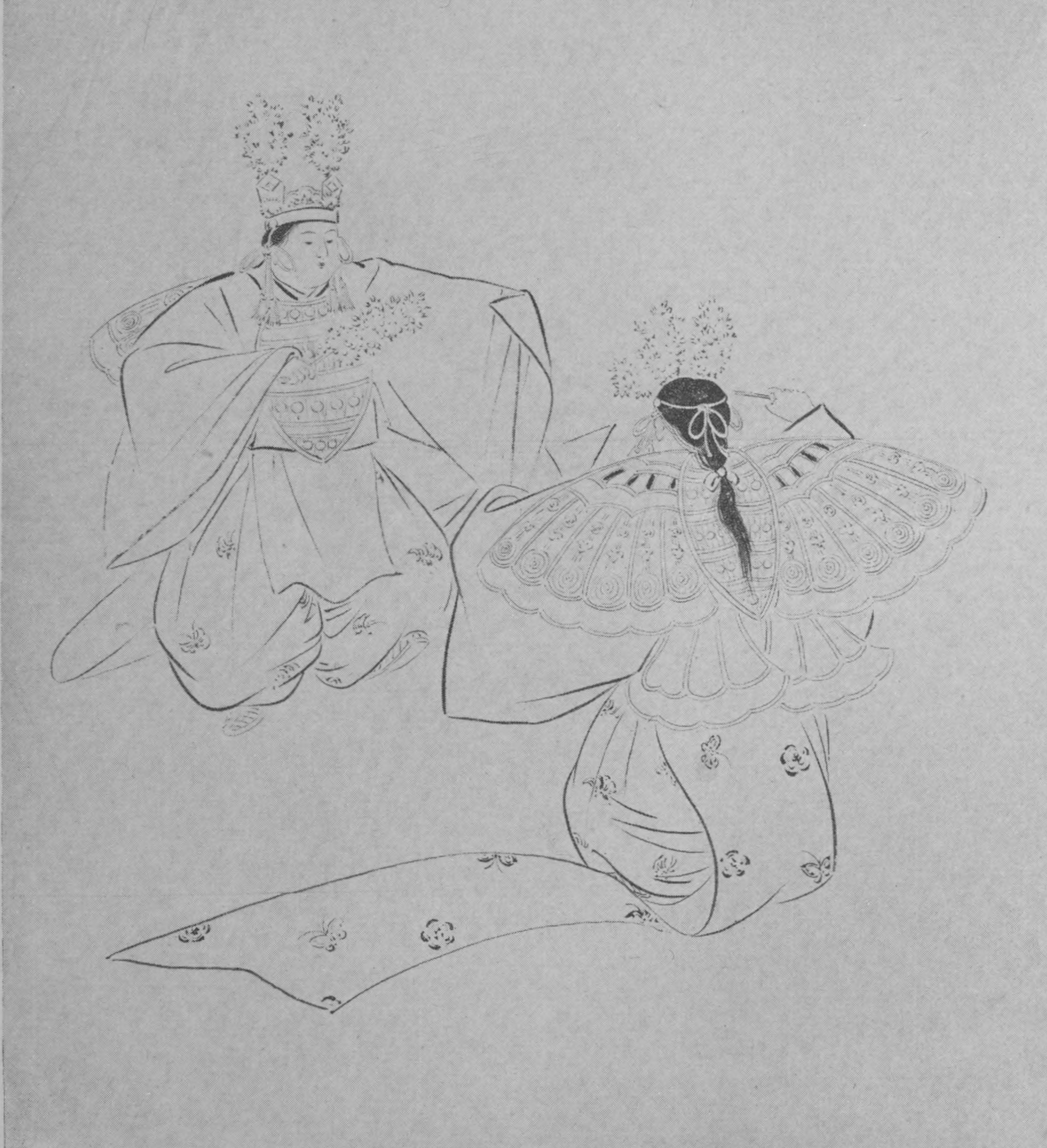
小泉八雲『怪談』挿し絵胡蝶

### 註釈
1. ↑  桂舟の墓傍の石碑銘（本間久雄撰文）には昭和18年（1943年）に没したとあるが、息子の圭太は昭和17年の誤りだとしている（上笙一郎「武内桂舟 ー長男・武内圭太氏の語る」『聞き書・日本児童出版美術史』 太平出版社 、1974年、所収。山田 (2013)にも再録、pp.205-212）。しかし、山田 (2013)では、昭和18年没としている。『朝日新聞』昭和18年1月5日訃報欄に武内桂舟が1月3日に死去した記事が掲載されているので、昭和17年死去説は誤りである。新年早々の死去であったために錯覚されたものと思われる[5]。

## 参考資料
- 鳥越信 編『はじめて学ぶ 日本の絵本史』 1、ミネルヴァ書房〈シリーズ・日本の文学史 2〉、2001年12月。ISBN 978-4-623-03317-1。
- 日本浮世絵協会 編『原色浮世絵大百科事典』 第2巻、大修館書店、1982年8月。国立国会図書館書誌ID:000001584722。
- 福田和彦 編著『大江戸 浮世絵の春』KKベストセラーズ、1989年3月。ISBN 4-584-17033-9。
- 山田奈々子『武内桂舟口絵集』文生書院〈口絵集 1〉、2013年6月。ISBN 978-4-89253-520-8。